# Travnik
Travnik (v srbské cyrilici Травник) je historické město v Bosně a Hercegovině. Nachází se v její centrální části, přibližně mezi městy Donji Vakuf a Zenica. V roce 2013 žilo v Travniku 15 344 obyvatel.

## Název
Název města je slovanského původu: odkazuje na pastviny, které se na místě a v širokém údolí řeky Lašvy nacházely před vznikem města. Podle jedné z pověstí zde Turci vybírali poplatek za trávu.

## Poloha
Travnik se rozkládá v nadmořské výšce okolo 550 m n. m. v údolí řeky Lašvy. Město je obklopeno horami (pohoří Vlašić, Gorčevica, Vilenica a Bukovica, jejichž vrcholy dosahují výšek od 1900 do 800 m n. m.). Lašvanská dolina, v níž se nachází, je uzavřena z východní strany soutěskou a ze západní se zužuje před obcí Turbe.

## Přírodní poměry
Travnik má podnebí, které ovlivňuje vliv Jaderského moře z jihu a Panonské nížiny ze severu. Průměrná letná teplota činí 18,2 °C, průměrná zimní teplota 5 °C. Nejvyšší naměřená teplota zde byla 38 °C; průměrný roční úhrn srážek činí 897 mm.
Městem protéká západo-východním směrem řeka Lašva. Jeho územím protékají ještě vodní toky Ugar a Bila.

## Historie

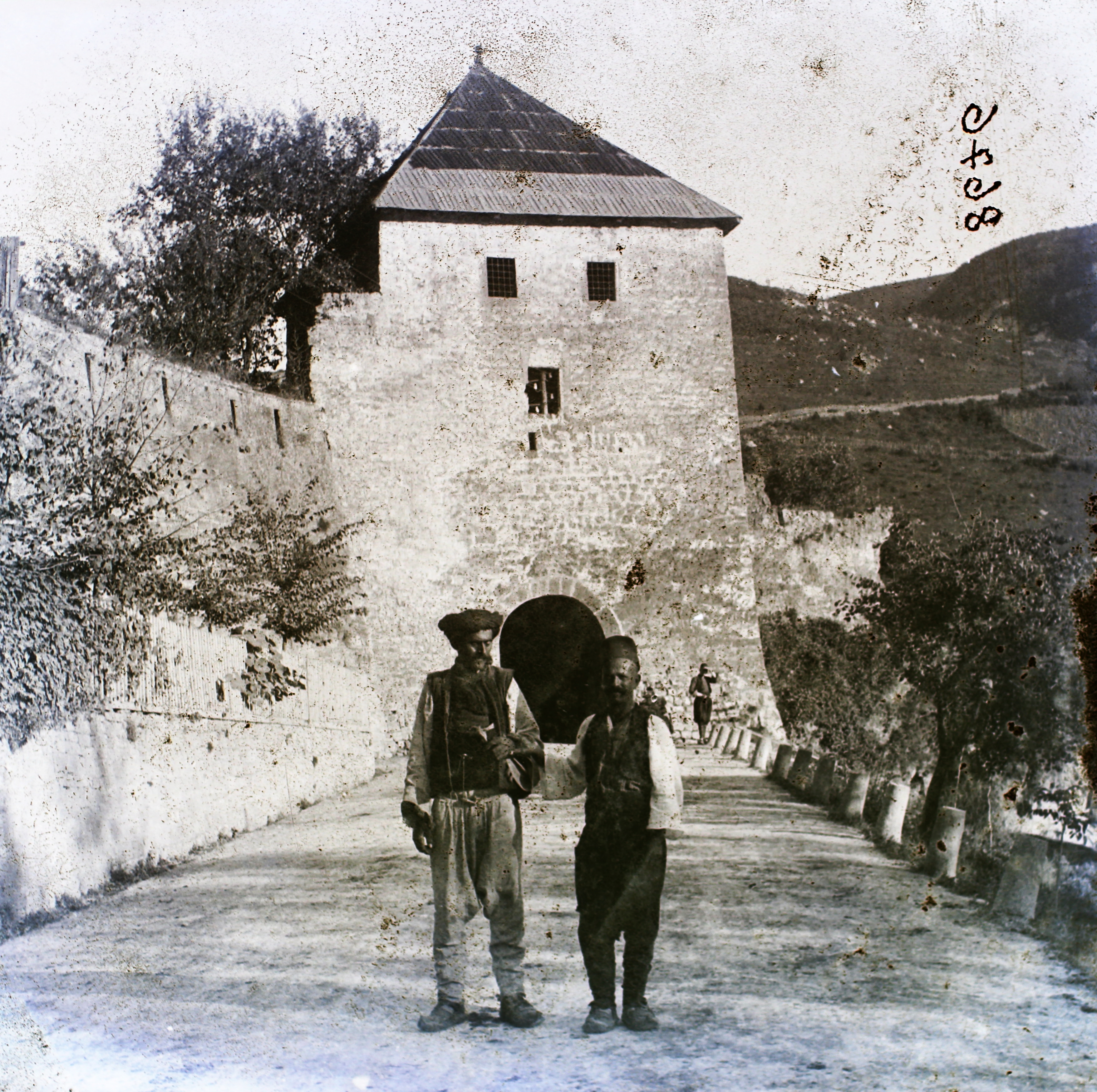
Travnická pevnost na historické fotografii.

Již v římské době se v blízkosti nacházela různá sídla. V okolí Travniku jsou četná archeologická naleziště, např. poblíž vesnice Alihodža v lokalitě Nebo, u Mujeviny nebo Crkviny. Před příchodem Římanů v okolí žily různé ilyrské kmeny.
Doložena je existence pozdně římské baziliky z 5. století, která byla nalezena v dnešním středu města. V bazilice byl pohřben muž se zlatými dukáty, které jsou dnes vystaveny v Zemském muzeu Bosny a Hercegoviny v Sarajevu.
První písemná zmínka o městě pochází z roku 1244. Podruhé je připomínáno v dopise bosenského krále Tvrtka I. Kotromaniće z roku 1380. Pevnost na severovýchodním okraji současného města vznikla nejspíše ještě před příchodem Turků na obranu před jejich vpády.
Hospodářský rozvoj samotného města podnítila především nutnost zásobovat vojenskou posádku v pevnosti. U řeky se nacházela čaršija (tržiště, bazar), zatímco na svazích se kromě pevnosti rozkládaly i obytné čtvrti (mahala). Typické turecké domy se rozšiřovaly do vyšších pater. V roce 1463 je existence města připomínana v tureckých zdrojích: zastavil se zde sultán Mehmed II. při své cestě do města Jajce. První z Turků, který přinesl informace o městě, byl historik Dursun-beg. Podle lidového podání na místě, kde přebýval sultán, vznikla později mešita nesoucí jeho jméno. Turecký postup přes Bosnu byl poměrně rychlý: bojová linie se posunula dále na sever a na západ, takže Turci neměli důvod budovat v Travniku opevnění. Fortifikace evnosti i města se dochovaly v podobě typické pro středověkou Bosnu. Pod tureckou vládou byl Travnik součástí soudního obvodu (kadiluku) jménem Bosna-Brod, do něhož spadalo i dnes průmyslové město Zenica. Sídlem soudu se stal nejspíše v roce 1557. V první polovině 17. století bylo v Travniku zapsáno na šest set domů; místní posádka čítala 650 vojáků. V té době začaly vznikat první islámské školy (mekteby).
V 18. století se do Travnika přistěhovali ze Sarajeva i první Židé. Do konce století čítala židovská komunita ve městě okolo dvou set osob.
Během několika set let turecké nadvlády obyvatelstvo města postupně přestupovalo na islám. Konverze probíhala v souvislosti s příchodem nových obyvatel z venkova do měst. I díky tomu má jako jediné v Bosně a Hercegovině dvě hodinové věže (sahat-kula). Turecký cestopisec Evlija Čelebi jej popsal jako město tisíce zřídel Napočítal okolo dvou tisíc budov. Město se postupně rozšiřovalo od pevnosti dolinou Lašvy směrem na západ k dnešní obci Turbe.
Po vyplenění Sarajeva sídlili v Travniku turečtí vezíři (1699–1832 a 1839/40–1851) a město plnilo 143 let i roli metropole Bosny a Hercegoviny Rozhodnutí o přesunu sídla učinil bosenský vezír Halil-paša Čoso. Zřízeny zde byly i konzuláty některých zemí (především Rakouska a Francie). Z této doby se dochovalo mnoho mešit (např. Modrá mešita a Sulejmanova mešita). V té době se Travnik rychle stával prosperujícím městem. Přibyly dvě nové čtvrti (tzv. mahaly). Důvodem pro přesun úřadů a představitelů osmanské vlády právě sem byla skutečnost, že Travnik se nacházel téměř v geografickém středu Bosny. Na rozdíl od Sarajeva měl navíc vhodnější podmínky pro obranu města před možným rakouským útokem: zatímco Sarajevo je přístupné údolím řeky Bosny, do Travniku je přístup obtížnější, údolí jsou užší a tedy lépe bránitelná. Okolo roku 1810 žilo v Travniku nejspíše kolem 7000 obyvatel. Ačkoliv bylo město vyhlášené čistým vzduchem a krásnou přírodiu, život zde nebyl idylický. V letech 1813 až 1815 bylo postiženo epidemií moru, ve stejném období vypukl jeden z mnoha ničivých požárů města a v roce 1866 v Travniku vypukla epidemie cholery.
Až do poloviny 19. století byli křesťané (katolíci i pravoslavní) nuceni své náboženské obřady konat mimo město. Vztahy mezi muslimskou a křesťanskou komunitou byly většinou tolerantní. Po roce 1852 byla výstavba nových kostelů povolena a vznikl katolický i pravoslavný svatostánek. V období turecké vlády do roku 1878 bylo v Travniku vystavěno celkem 16 mešit, zmíněné dva kostely a jedna synagoga.

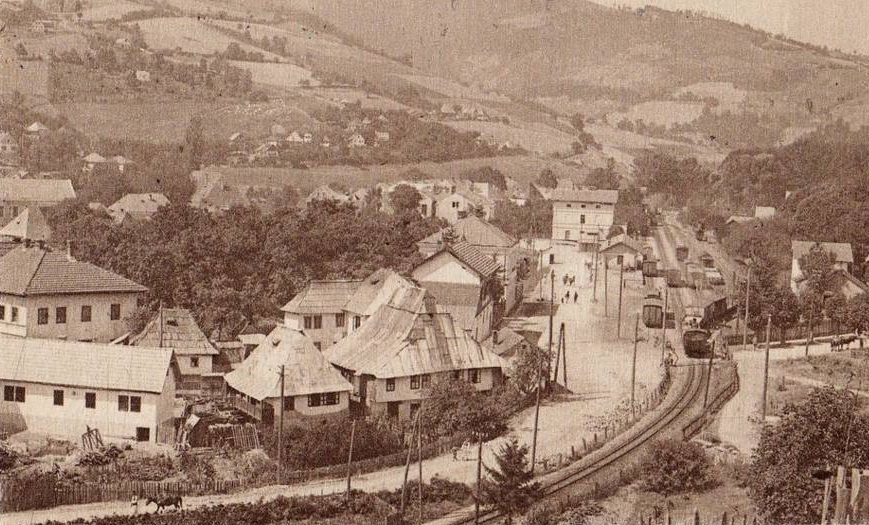
Úzkorozchodná železnice v Travniku v 19. století.

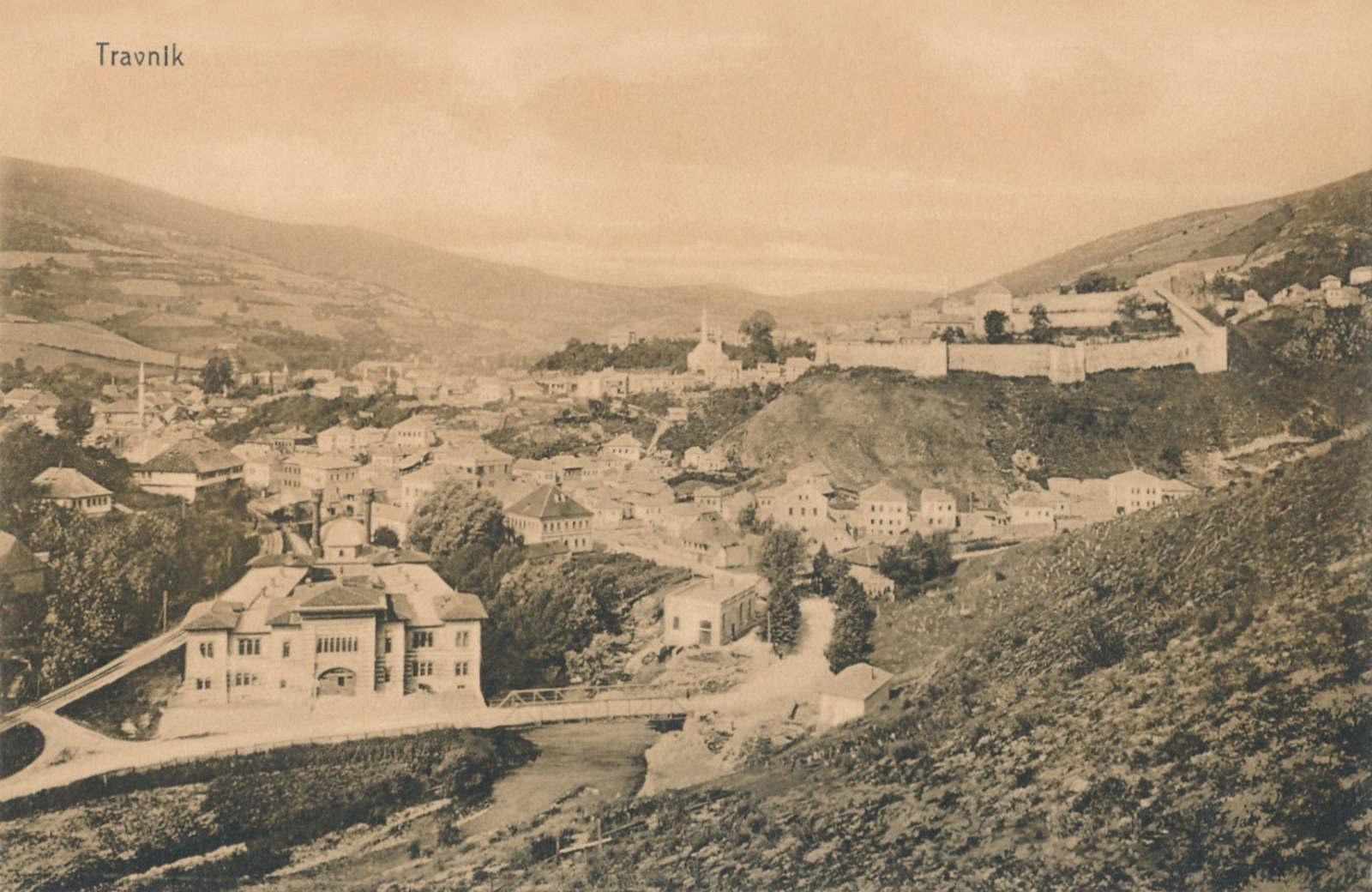
Město v 19. století.

S obsazením Bosny a Hercegoviny Rakousko-Uherskem a později vznikem Jugoslávie však význam Travniku upadl. Hlavní ekonomická i průmyslová aktivita Bosny a Hercegoviny se rozvíjela v údolí řeky Bosny, kde se nacházejí hlavní dopravní tahy (jak železnice, tak i silnice). Travnik, sevřený v údolí řeky Lašvy a oddělený od zbytku Bosny mohutnými horami, však mohl jen stěží být vhodným místem pro rozvoj hospodářství. Přesto na konci 19. století i sem zavítaly některé vymoženosti tehdejší doby: Travnik byl prvním městem, kde byl založen spolek dobrovolných hasičů. Bylo také založeno gymnázium. V té době již město mělo několik islámských škol, medres. Vybudována byla také úzkorozchodná železnice. Založeny byly i některé menší průmyslové podniky, např. továrna na výrobu tabákových výrobků (1883) a závod na zpracování dřeva. Společnost Františka Křižíka vybudovala v blízkosti Travnika v roce 1906 i malou vodní elektrárnu. V roce 1893 byl zaveden vodovod a v roce 1910 telefonní spojení.
Roku 1903 město zachvátil požár, který vypukl na místním nádraží úzkorozchodné železnice. Popelem lehla velká část městaů podařilo se uchránit pevnost. Šíření napomohl silný vítr, velký počet dřevěných staveb a úzké ulice. Několik domů bylo rovněž uchráněno od ohně, nejednalo se však o velký počet. Zničeno bylo také mnoho písemností, které po sobě zanechali Turci. Obnova města trvala několik let. Požáry sužovaly Travnik po celé 19. století: jen do příchodu rakouské správy ve městě hořelo celkem sedmkrát; z předchozích století nejsou se záznamy o požárech nejspíš nedochovaly.
Během první světové války pobývali v Travniku a jeho okolí uprchlíci z území Srbska a Černé Hory, kde probíhaly válečné události. V závěru konfliktu postihl Travnik, stejně jako řadu dalších míst tehdejšího Rakousko-Uherska, hlad a epidemie infekčních nemocí, např. spály. V listopadu 1918, kdy Rakousko-Uhersko kapitulovalo, postupovaly k Travniku oddíly srbské armády. Kapitulaci ve městě neprovázely větší společenské akce, z místního vězení však byli propuštěni všichni političtí vězni.

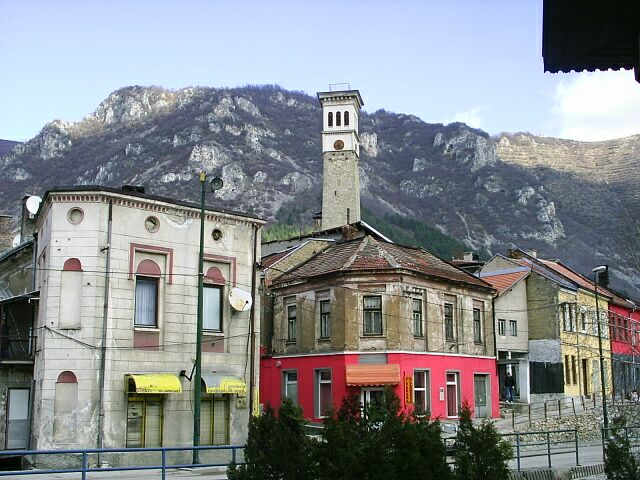
Střed města.

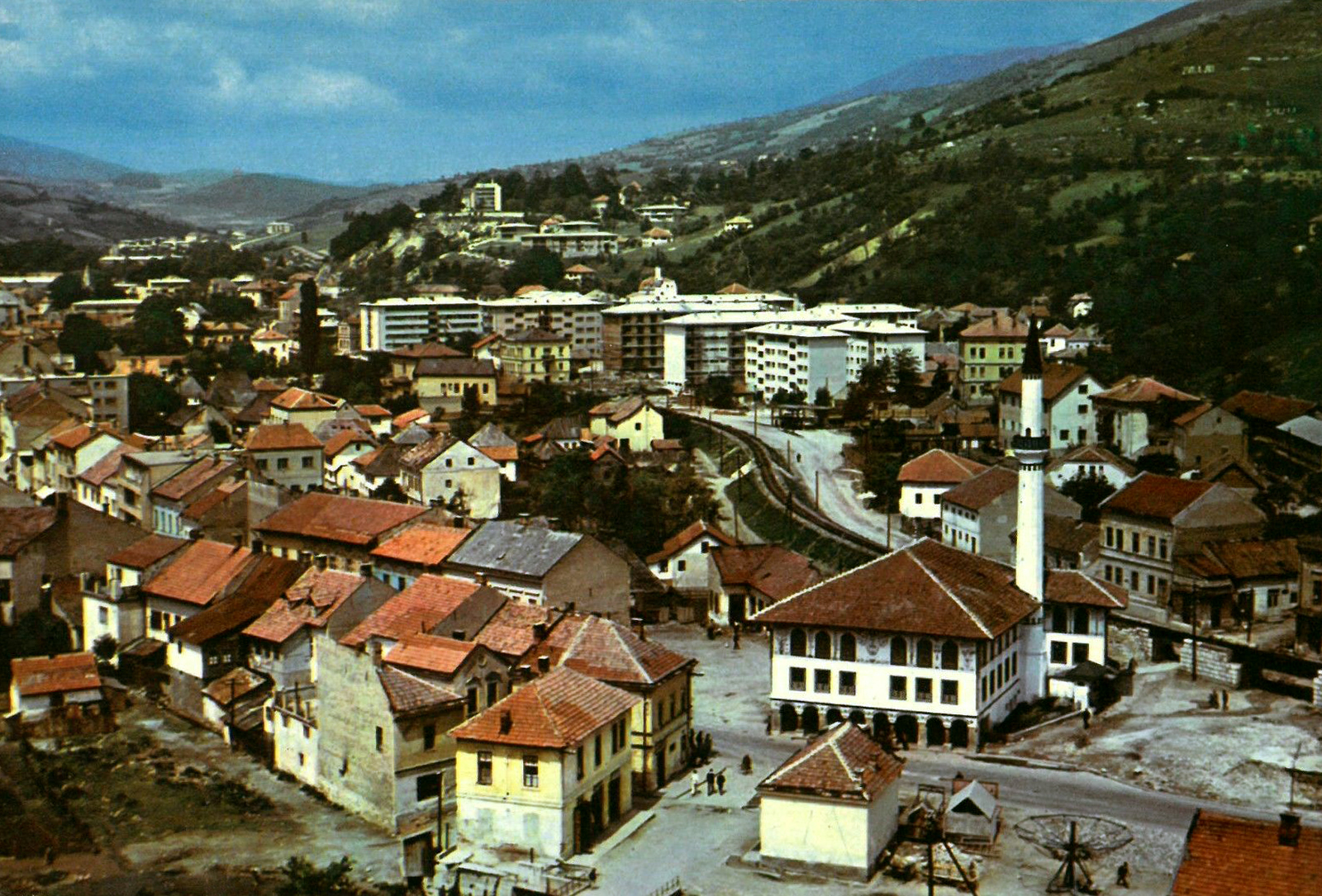
Střed Travnika okolo roku 1960.

Rozvoj města byl v nové Jugoslávii, resp. Království Srbů, Chorvatů a Slovinců, poměrně pomalý. Ve 20. letech např. začal do Travnika jezdit pravidelně meziměstský autobus. Z administrativního hlediska byl Travnik nejprve sídlem oblasti, po roce 1929 se stal součástí nejprve Přímořské bánoviny, později bánoviny Chorvatsko a po roce 1941 i fašistického Nezávislého státu Chorvatsko. V jeho správě byl součástí župy Lašva-Glaž a později Lašva-Pliva. Na podzim roku 1943 probíhaly v okolí města operace partyzánského vojska ; partyzáni dlouhou dobu drželi především vrcholky v okolí Travniku. Spojenecké letectvo mělo v roce 1944 v úmyslu bombardovat místní kasárna, nicméně v důsledku špatného počasí byla poničena především lesní železnice a střed města. 22. října 1944 byl Travnik osvobozen od fašistické vlády.
V druhé polovině 20. století byl Travnik dějištěm několika románů (např. Travnická kronika) spisovatele Ivo Andriće, který pocházel z Bosny a za svoji práci získal Nobelovu cenu za literaturu.
Pro socialistickou Jugoslávii byla významná místní továrna na výrobu zbraní. V té době  také v historickém jádru města vznikly výškové budovy, které doplnily původní hlavní třídu (dnes ul. Bosanska) v prostoru údolí řeky.
V 90. letech 20. století bylo město poškozeno válkou. Nejprve je ostřelovaly srbské vojenské formace a později bylo místem střetů mezi chorvatskými a bosňáckými ozbrojenými silami. Travnik nakonec po dlouhých bojích obsadila Armáda Republiky Bosna a Hercegovina; bitva si vyžádala okolo 250 mrtvých a několik tisíc uprchlíků. Cíli válečného ničení se staly náboženské objekty (kostely a mešity); mnohé z nich byly zcela zničeny. Počet obyvatel města a jeho okolí (općiny Travnik) po válce poklesl ze 79 tisíc na 59 tisíc. Naproti tomu zde bylo ještě v roce 1999 evidováno okolo 13 500 vnitřně vysídlených osob. Většina uprchlíků se do města vrátila do roku 2001. V roce 2005 bylo evidováno na pět tisíc domů, které byly po válce obnoveny. 
Po skončení války bylo město přičleněno k Federaci Bosny a Hercegoviny a ustaveno centrem Středobosenského kantonu.

## Obyvatelstvo

### Struktura obyvatelstva
V roce 1991 se dle posledního jugoslávského sčítání lidu přihlásilo 44,97 % obyvatel općiny Travnik k bosňácké národnosti, 36,92 % k chorvatské a 10,99 % k srbské národnosti. V současné době se město Travnik potýká s odlivem obyvatel, kteří se stěhují především do větších měst v zemi nebo do zahraničí.

### Náboženský život
Většina obyvatelstva města se hlásí k sunnitskému islámu a římskokatolické církvi.

## Obecní správa a politika
Administrativně je město Travnik součástí općiny Travnik, která zahrnuje širší okolí města a náleží do Středobosenského kantonu. Opčina Travnik zahrnuje kromě samotného města i 89 okolních obcí.

## Hospodářství
Ekonomický rozvoj města byl historicky dán jeho polohou v údolí řeky Lašvy, jakož i blízkostí nalezišť kovových rud a dalších surovin. V roce 1981 měl Travnik 63 % jugoslávského HDP na obyvatele. Region trápí vysoká míra nezaměstnanosti, zastaralý průmysl, šedá ekonomika, administrativní zátěž a další.

### Zemědělství a těžba
Okolí města je intenzivně zemědělsky využíváno. V okolí Travnika se nachází štěrkovna a hnědouhelný důl.

### Průmysl
K největším zaměstnavatelům v dobách existence SFRJ (socialistické Jugoslávie) patřila textilní společnost Borac; v současné době jsou to firmy Pharmamed, Bajra, Prima-inter, Vlašić-milk, Nuno-flips (vyrábějící křupky), Feniks a další. Průmyslová výroba byla těžce zasažena během války v 90. letech 20. století.

### Cestovní ruch

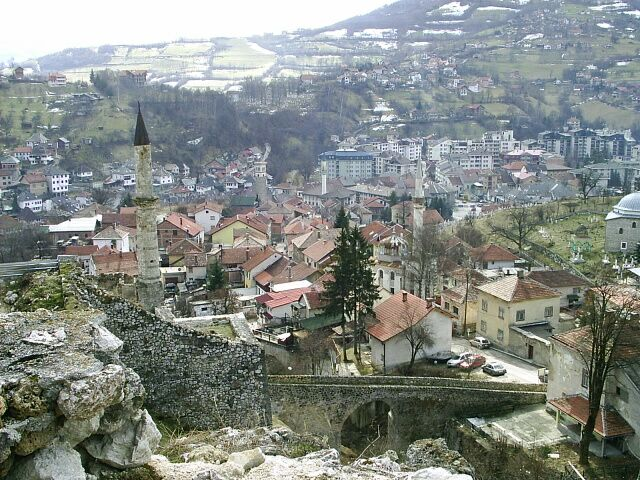
Pohled na staré město z pevnosti.

Díky svému historickému centru z 15. století (tzv. varoš), pevnosti z tureckých časů a nedalekému pohoří Vlašić je Travnik častým turistickým cílem. Cestovní ruch se ve městě rozvíjel již v době socialistické Jugoslávie.
Kulturní památky v samém středu města se díky pozvolnému rozvoji Travniku dobře zachovaly. Patří k nim početné mešity, orientální domy, fontány a hodinová věž. Dochován je i rodný dům Ivo Andriće. Z místní pevnosti se nabízí jedinečný výhled na město. Rekonstruována byla v roce 1999. U budovy bývalého nádraží úzkorozchodné železnice je dochována stará parní lokomotiva jako památník.
Z turistického hlediska je atraktivní i okolní příroda a památky (např. archeologické lokality). V okolí města vzniklo ve středověku až 900 stećků. Turisté také navštěvují okolní hory, např. pohoří Vlašić. V lokalitě Paljenik se nachází i středisko zimních sportů. Místní obyvatelstvo si oblíbilo také i nedaleké výletní místo Plava voda.
Turistický potenciál zmírňuje následky poslední války. Podle odhadů z první dekády 21. století mohlo být až 12 % okolí města zaminováno. Odminování dosud (2021) pokračuje.

## Doprava

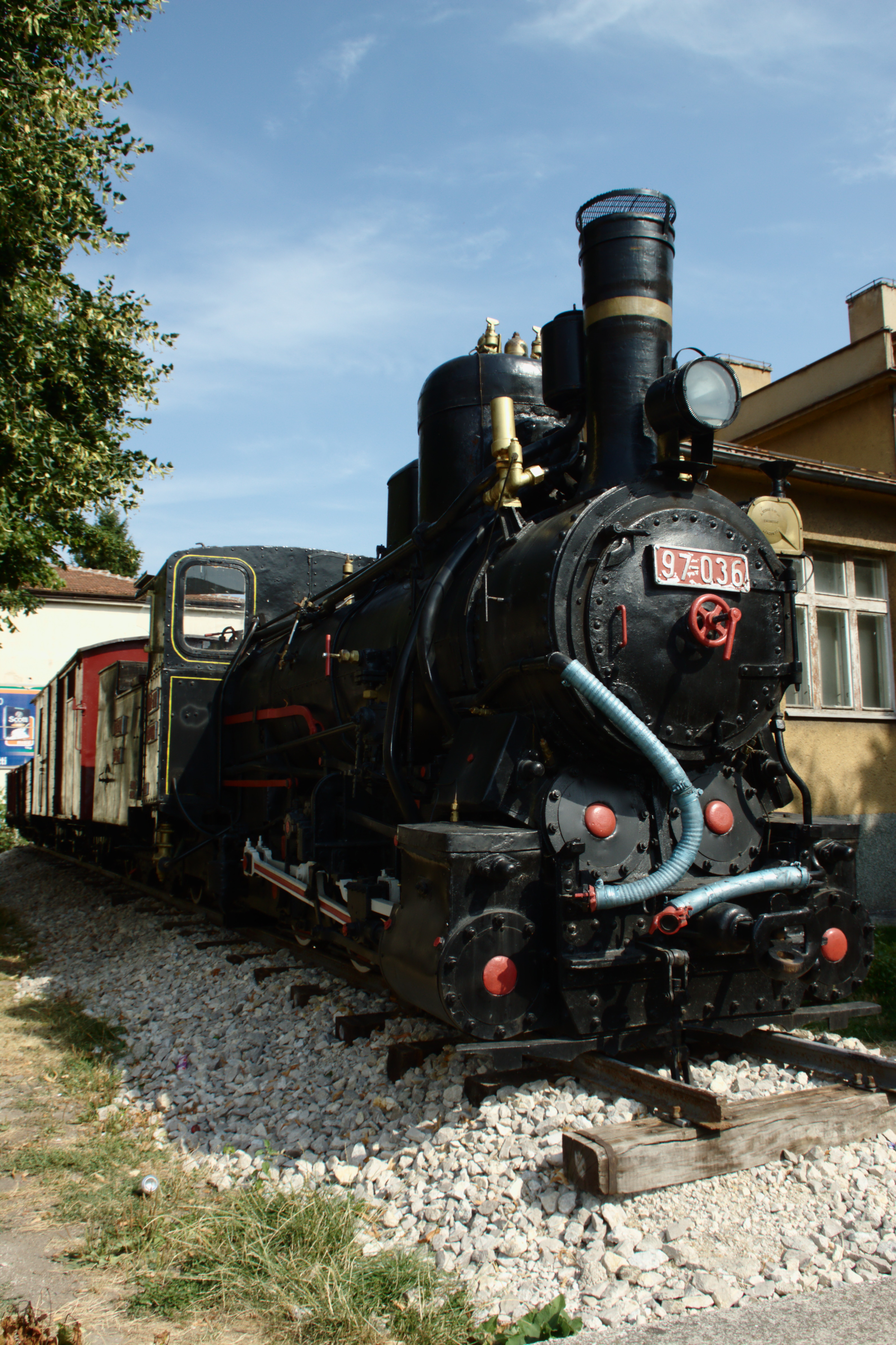
Dochovaná lokomotiva bývalé úzkorozchodné dráhy.

### Silniční doprava
Hlavní dopravní tah představuje silniční spojení ve směru západ-východ (Jajce/Donji Vakuf–Zenica), tj. silnice M5. Město Travnik považuje kapacitu silnice za nedostatečnou pro další rozvoj.

### Železniční doprava
Město není napojeno na železniční síť. Do roku 1972 procházela údolím řeky Lašvy úzkorozchodná trať z Jajce přes Travnik do Uskoplje. V roce 1975 byla železnice demontována. Pomník s parní lokomotivou JDZ 97-036 připomíná desítky let jejího provozu.

### Letecká doprava
Nejbližším letištěm pro Travnik je Mezinárodní letiště Sarajevo, vzdálené 70 km jihovýchodně od města.

## Společnost

### Školství
Školský systém na území města zahrnuje všechny stupně, ve srovnání s řadou měst Bosny a Hercegoviny i sousedních zemí jej však i samo město Travnik považuje za nedostatečný.
Z původních čtyř mateřských škol na území města byla na počátku 21. století v provozu pouze jediná (bosensky Obdanište Centar). Na území celého města působí 11 základních škol (nacházejí se nejen v samotném Travniku, ale i v okolních obcích). Navštěvovalo je okolo šesti tisíc žáků. V Travniku také existuje základní hudební škola. V provozu je rovněž šest středních škol.
Nachází se zde také katolické školské centrum Petra Barbariće, jehož součástí je i základní škola a všeobecné gymnázium. Zařízení navštěvují studenti z města i z okolních obcí.
Od roku 2007 působí v Travniku soukromá vysoká škola, která měla původně čtyři fakulty (managementu, kineziologickou, právnickou a grafickou). Později se připojily další čtyři. Na škole studovalo okolo šesti set posluchačů.

### Zdravotnictví
V Travniku se na počátku 21. století nacházela všeobecná nemocnice (bosensky Opća bolnica), jakož i nemocnice pro plicní choroby a dům zdraví (poliklinika).

### Sport
V Travniku vyvíjí činnost házenkářský klub Borac Travnik, fotbalový klub Travnik (založen roku 1922) a basketbalový klub Travnik. Celkem zde působí okolo 26 aktivních sportovních klubů, které se věnují devíti různým sportům.

## Kultura

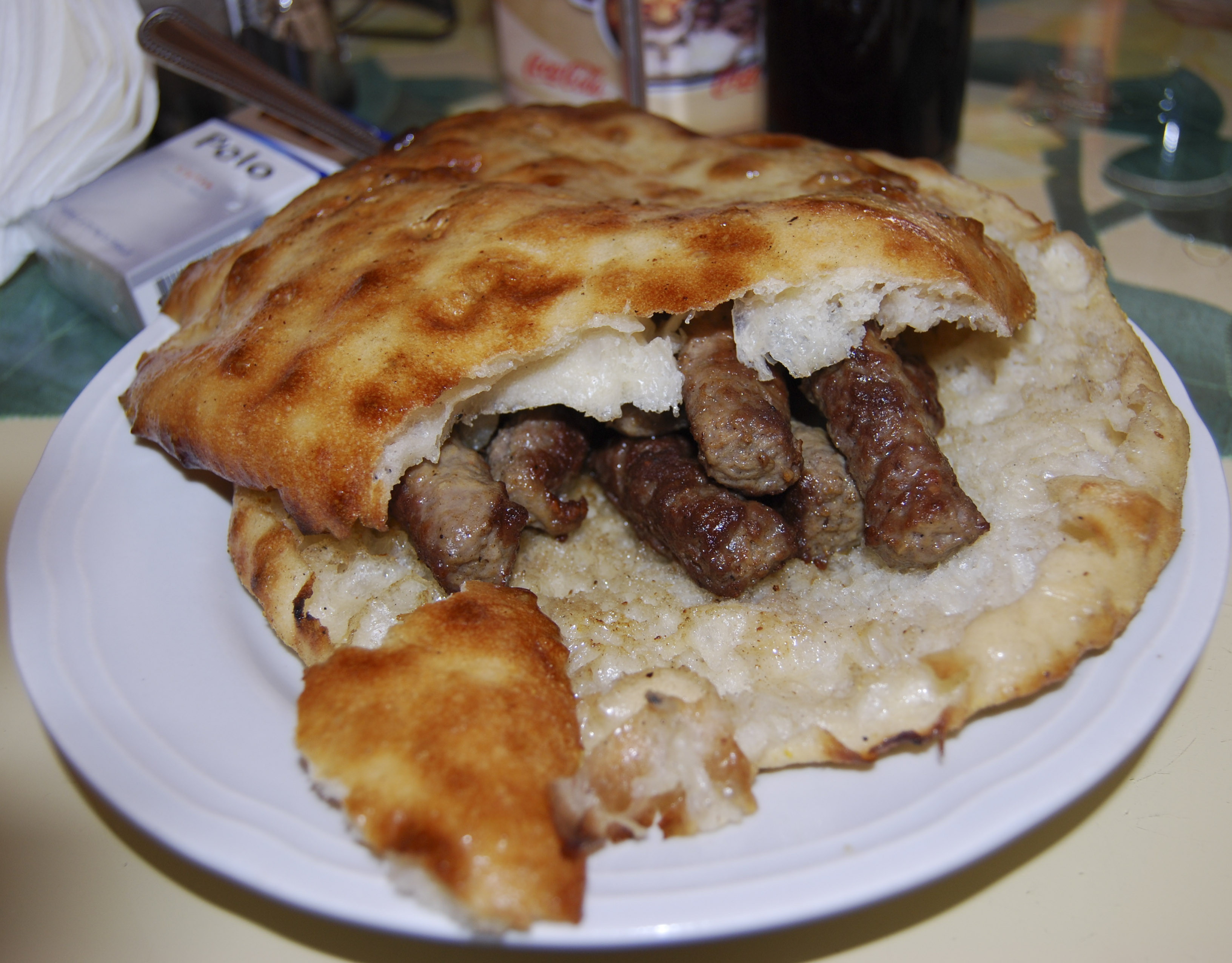
Typické ćevapi (čevapčiči) v Travniku.

### Kulturní instituce
- Regionální muzeum Travnik (bosensky Zavičajni muzej Travnik), zřízené v roce 1950. Provozuje kromě samotné instituce i expozice ve věži místní pevnosti a v rodném domě Iva Andriće, provozuje městskou knihovnu s 9000 tituly a další zařízení. Organizuje rovněž festival Léto na Travnické pevnosti (bosensky Ljeto na Starom gradu).
- Bosenské kulturní centrum Travnik
- Kantonální archiv (zřízen v roce 1954 jako archiv oblastní).
- Městská knihovna
- Chorvatské amatérské divadlo, zřízené v roce 1995
- Chorvatské kulturní centrum
- Galerie Terra, provozovaná na dobrovolnickém principu.

### Kulturní akce
Místní organizace Chorvatské kulturní společnosti Napredak v Travniku pořádá pravidelný travnický karneval s maskami.

### Kulturní památky a pamětihodnosti města
Na území města Travniku se nachází řada kulturních památek. V samotném městě jsou to:
- Travnická pevnost, poprvé připomínaná v roce 1503 (kulturní památka celonárodního významu[1]).
- Kamenný most přes řeku Lašvu.
- Hafizadićův dům z 19. století, první budova evropského stylu ve městě.[22]
- Elči-Ibrahim pašova medresa z přelomu 18. a 19. století
- Batalova hrobka u Travnika (archeologická lokalita)
- Mešita na Horním tržišti (bosensky Gornja čaršija) a hodinová věž
- Hasanagova mešita (Jeni džamija), postavená roku 1549.[23]
- Židovský hřbitov
- Budova hudební školy
- Staré město v Travniku
- Náhrobky (turbe) ve středu města.
- Budova bývalého kláštera v Travniku
- Dům důstojníků
- Sulejmanova mešita (též známá jako Malovaná mešita, bosensky Šarena džamija)

Do roku 1918 stála v Travniku i sedmipatorvá begova Teskeredžićova věž. Navštěvován je rovněž pravoslavný kostel z 19. století s četnými cennými ikonami.

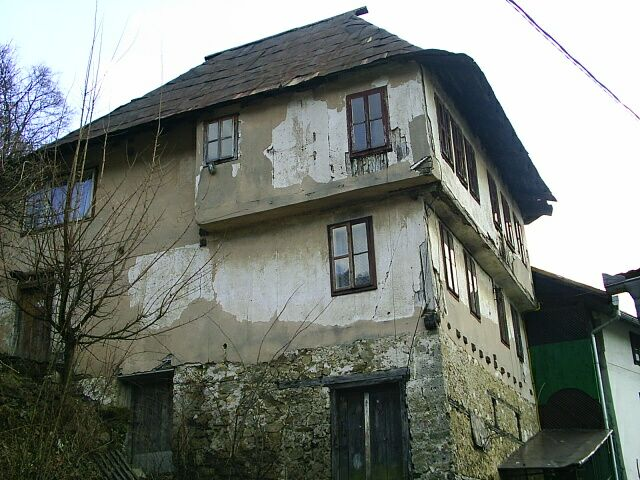
Turecký dům
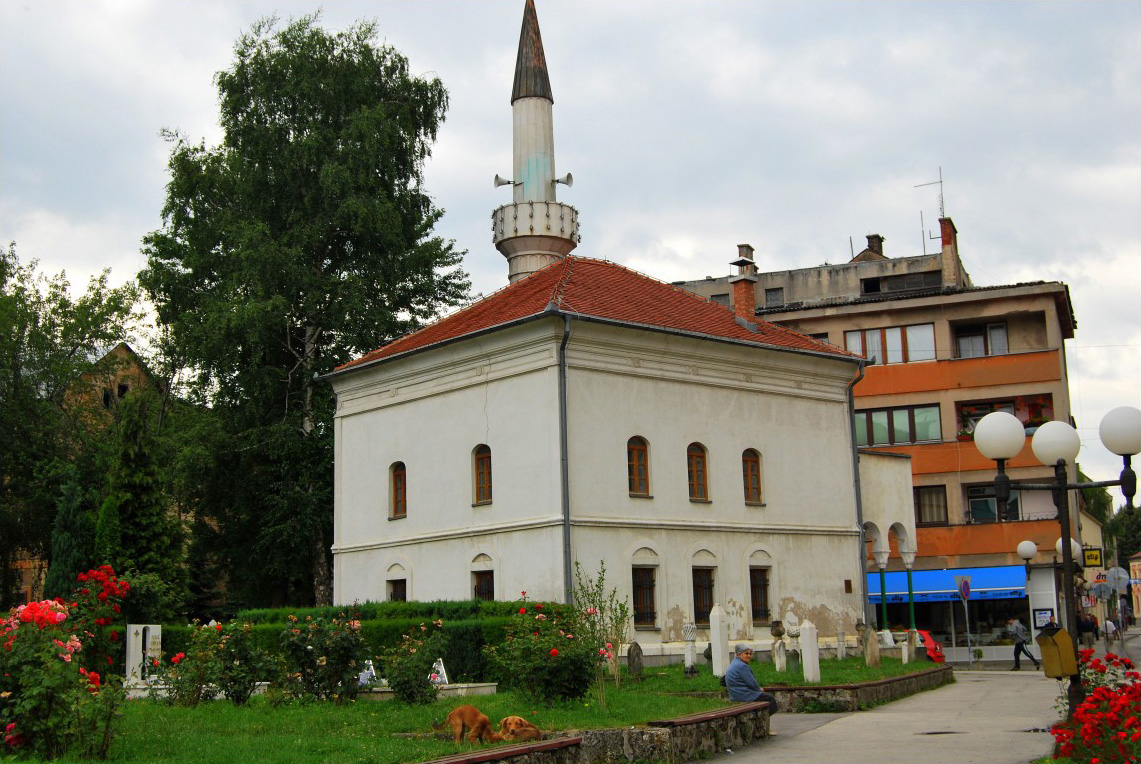
Mešita
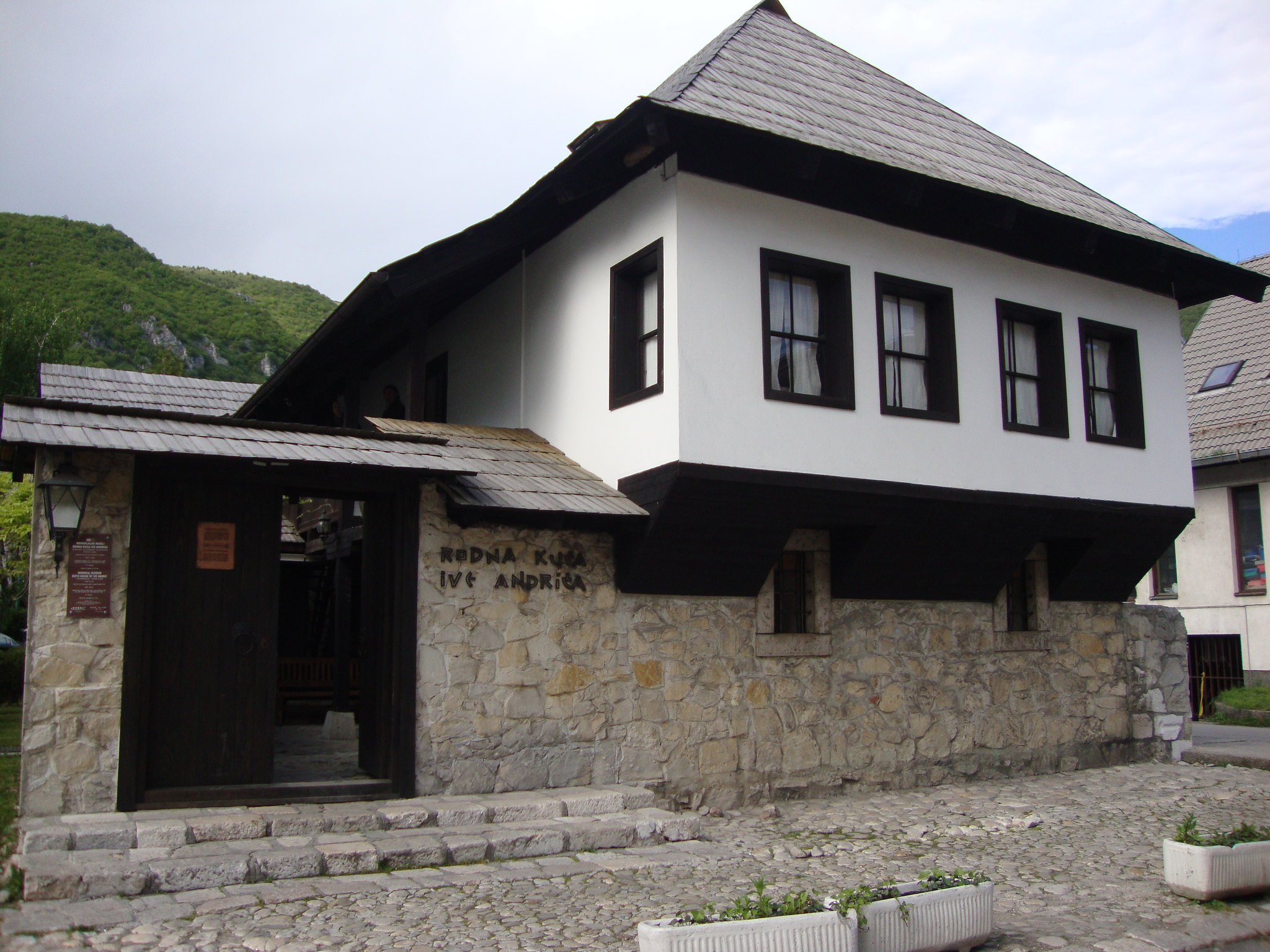
Rodný dům Ivo Andriće.
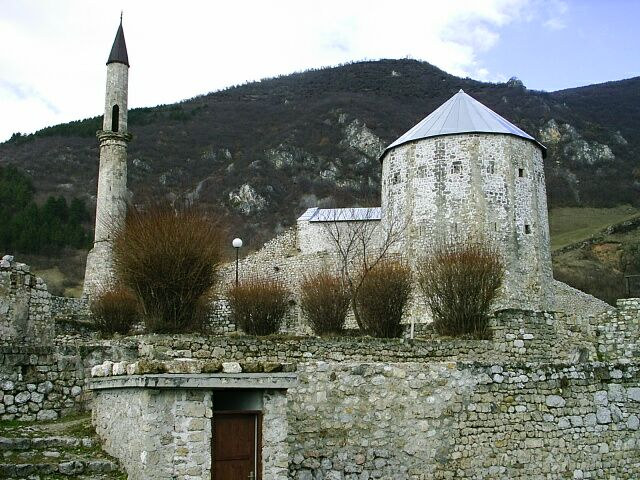
Travnická pevnost
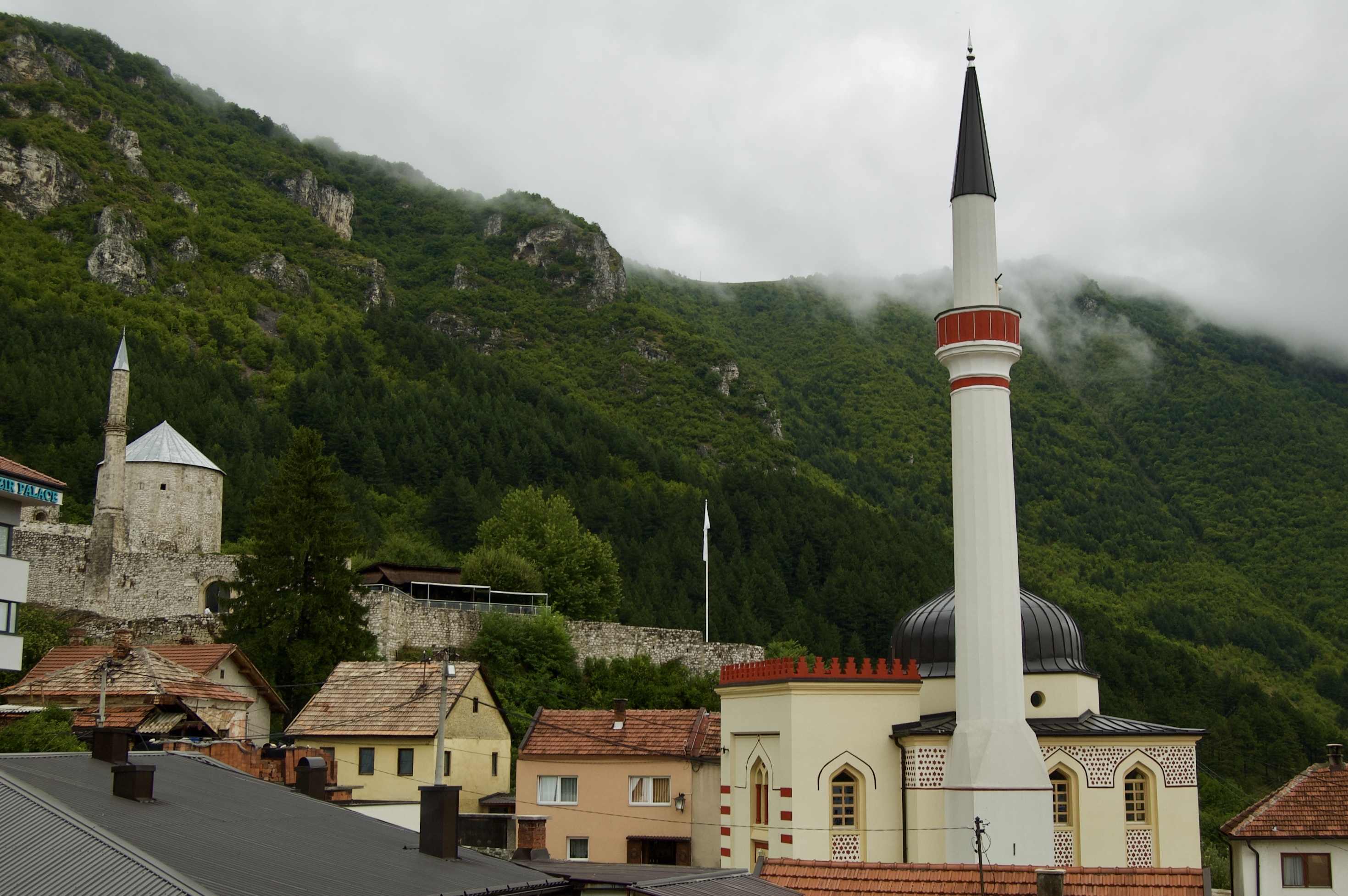
Mešita ve středu města.
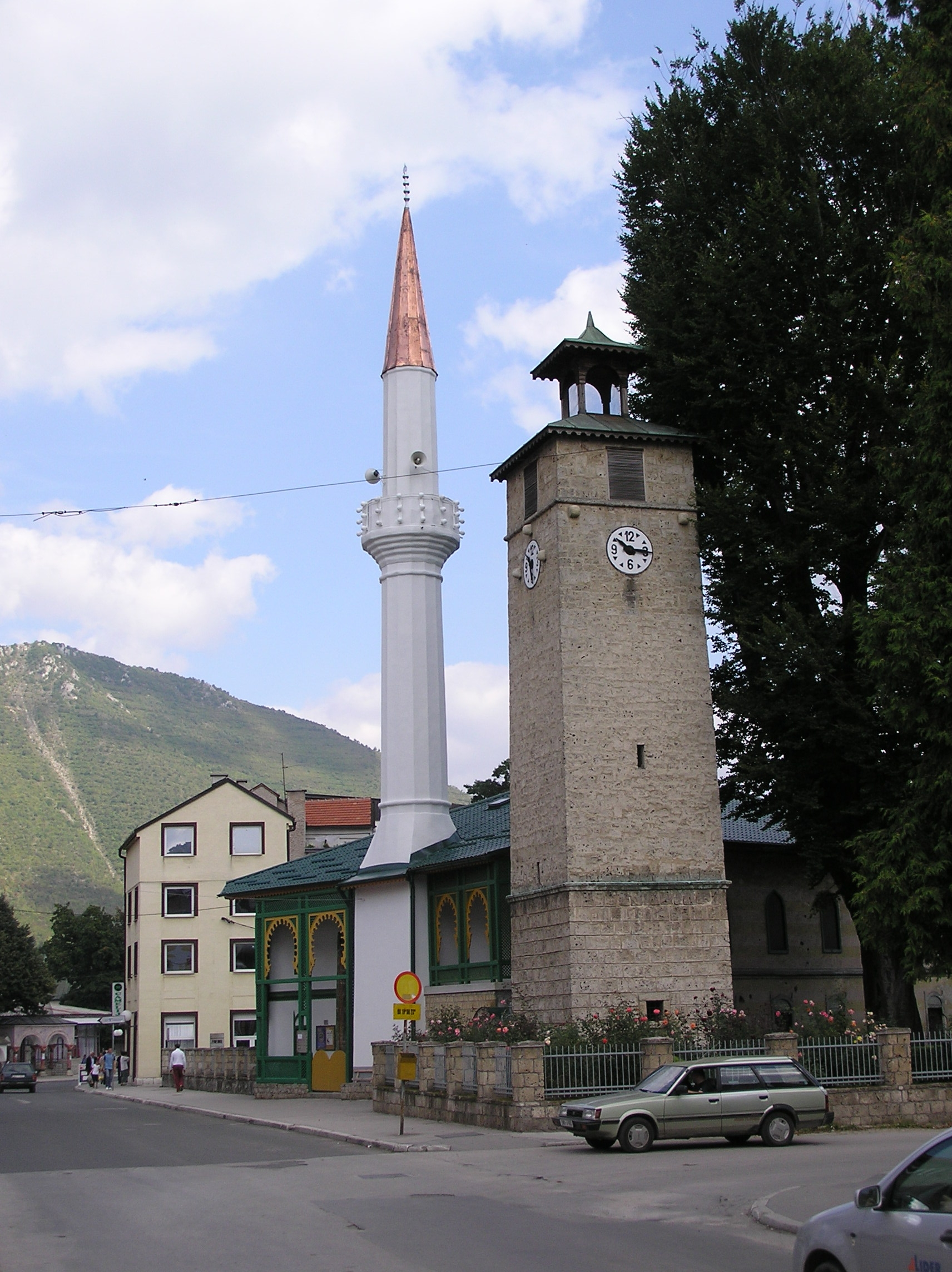
Hodinová věž (sahat kula) ve středu města.
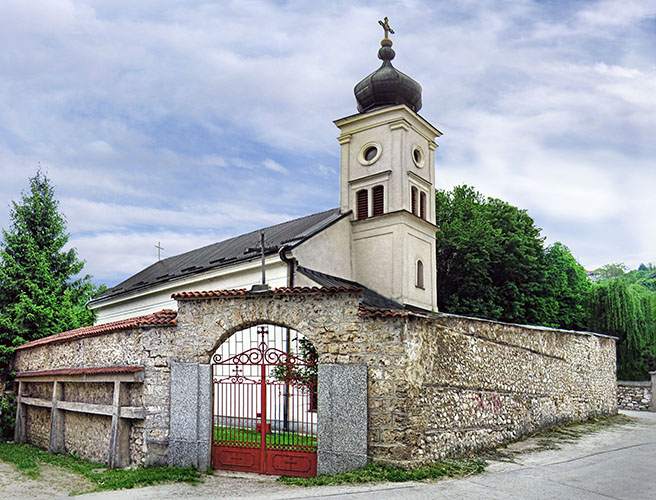
Pravoslavný kostel
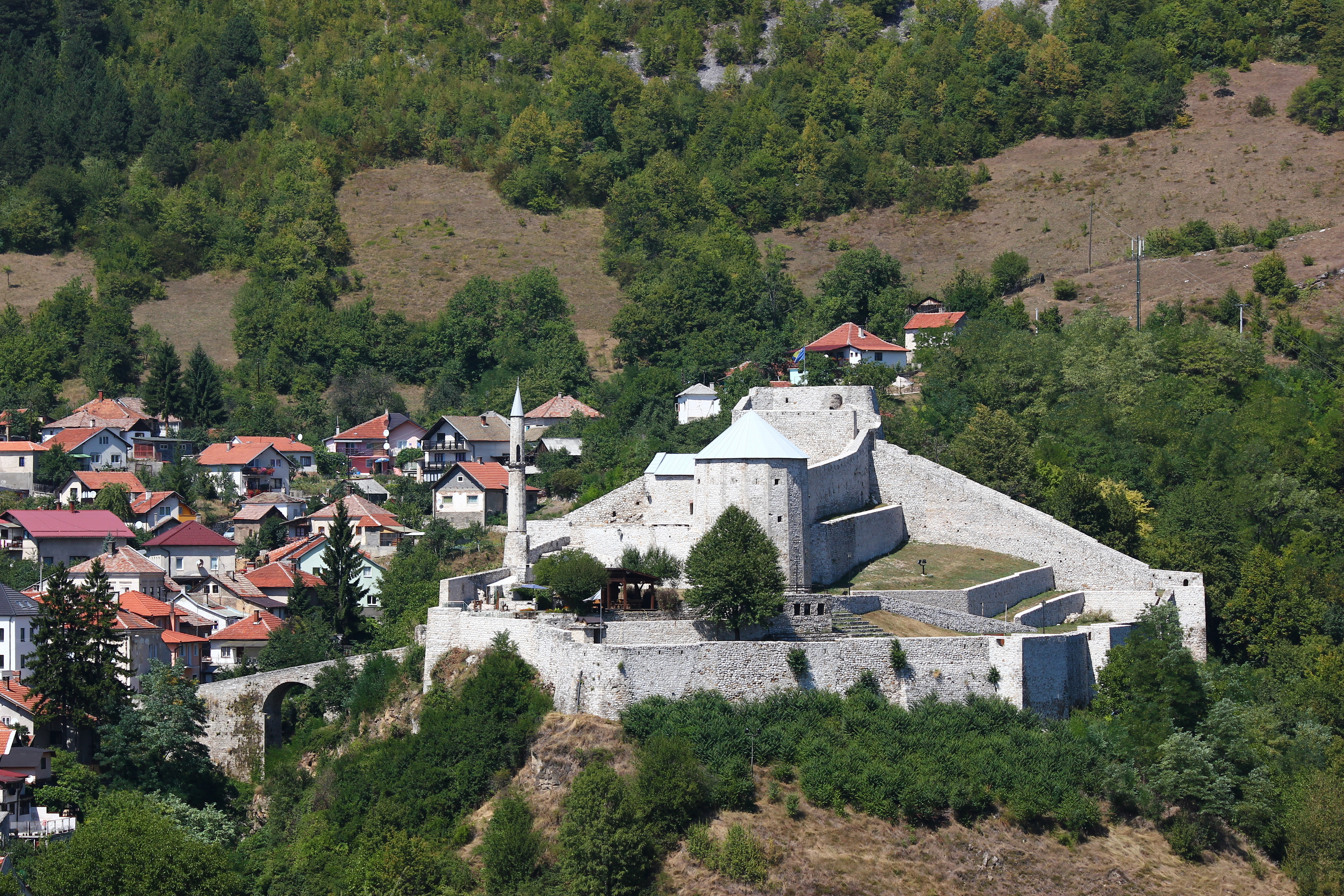
Travnická pevnost.
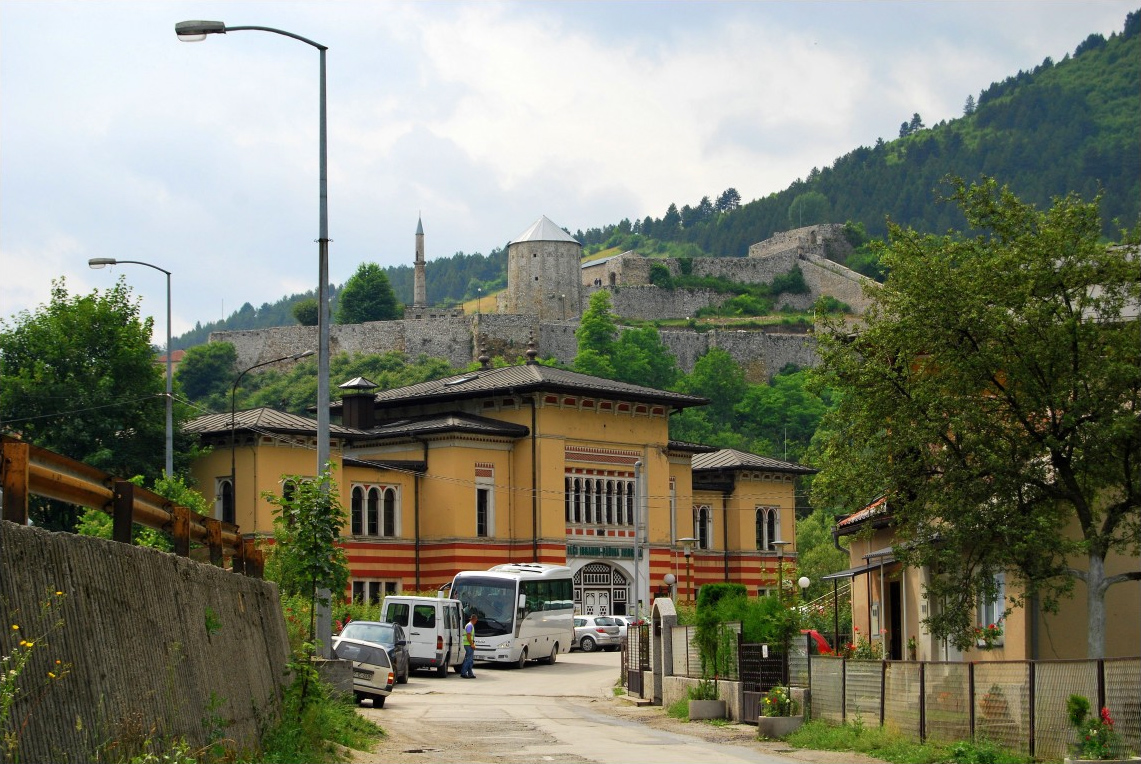
Budova medresy v pseudomaurském stylu.

## Ve filmu
V Travniku se natáčel film Poslednji valcer u Sarajevu (Poslední valčík v Sarajevu) v roce 1990.

## Osobnosti
- Muharem Bazdulj, spisovatel
- Miroslav Bilać, malíř
- Miroslav Blažević Ćiro, fotbalový trenér
- Srebrenka Jurinac, operní zpěvačka
- Elvedin Varupa, bývalý fotbalista
- Seid Memić Vajta, zpěvák
- Josip Pejaković, herec
- Nura Bazdulj-Hubijar, spisovatelka

Travnik se proslavil i následujícími osobnostmi, které ve městě strávily nějakou část svého života:
- Ivo Andrić, nositel Nobelovy ceny za literaturu, autor knihy Travnická kronika
- Miroslav Ćiro Blažević, fotbalový trenér
- Josip Pejaković, herec
- Seid Memić, zpěvák populární hudby
- Davor Džalto, umělec a historik

## Partnerská města
- Lipsko, Německo
- Kruševac, Srbsko
- Police nad Metují, Česko
- İzmit, Turecko
- , Karpoš, Turecko
- , Kırıkkale, Turecko
- , Makarska, Chorvatsko
- , Pendik, Turecko
- , Yalova, Turecko